# Bernoldo di Costanza
Bernoldo di Costanza (1054 – Sciaffusa, 16 settembre 1100) è stato uno scrittore tedesco.

## Biografia
Cronista, autore di numerosi scritti, difensore della riforma della Chiesa promossa da papa Gregorio VII. Ricevette la sua educazione a Costanza sotto la guida del famoso Bernardo da Costanza. Partecipò al sinodo quaresimale del 1079, indetto dal papa Gregorio VII, in cui furono condannate le tesi sull'eucaristia di Berengario di Tours. Rimasto in Italia fino al 1084, probabilmente partecipò al Concilio di Piacenza, del cui svolgimento rimane il testimone più autorevole. Tornato nuovamente a Costanza, partecipò all'ordinazione del vescovo Gebeardo e fu egli stesso ordinato sacerdote dal legato papale. 
Nel 1086 fu presente con il vescovo Gebeardo alla battaglia di Pleichfeld, quale consigliere di Ermanno di Lussemburgo, pretendente alla corona imperiale. All'incirca nello stesso periodo entrò nell'abbazia benedettina di San Biagio, e successivamente (1091) nel Convento di Allerheiligen a Sciaffusa, dove morì. 
Scrisse diciassette trattati per lo più di stampo apologetico, in difesa della politica papale e a sostegno della supremazia papale sull'autorità imperiale. Tra questi sono da ricordare De prohibenda sacerdotum incontinentia (contro i matrimoni dei religiosi), De damnatione schismaticorum e Apologeticus super excommunicationem Gregorii VII (a sostegno della scomunica degli scismatici e dell'imperatore Enrico IV e dei suoi seguaci). 
Di maggior interesse è la sua cronaca, il Chronicon, la cui ultima parte è un personale ma lucido racconto degli eventi a lui contemporanei visti da un informato ed intelligente osservatore, benché chiaramente schierato dalla parte del Papa. 
Bernoldo fu anche autore del Micrologus de ecclesiasticis observationibus (circa 1085), un commentario sulla liturgia papale che divenne un importante trattato medievale. Grazie a lui, la chiesa tedesca ebbe un messale comune utilizzato poi per lungo tempo. La liturgia della messa proposta nel Micrologus fu adottata anche dalla chiesa ungherese intorno al 1100, per ordine dei vescovi locali.